# Предраг Пејовић
Предраг В. Пејовић (Београд, 29. јануар 1966) редовни је професор на Електротехничком факултету Универзитета у Београду. На матичном факултету је дипломирао (1990) и магистрирао (1992). Докторирао је 1995. године на Колорадо универзитету у Болдеру (University of Colorado Boulder), у САД-у.

## Наставна и истраживачка активност
У звање доцента изабран је 1996. године, у звање ванредног професора 2000. године и у звање редовног професора изабран је 2006. године на Електротехничком факултету у Београду. Током 2006. и 2009. године боравио је у звању Visiting Scientist на ЕТХ у Цириху у Швајцарској. На Политехничком Универзитету у Мадриду и на Универзитету Ровира и Виргили у Тарагони је држао семинаре по позиву.
Био је хонорарно ангажован у настави и на Високој школи електротехнике и рачунарства у Београду. На Електротехничком факултету изводи наставу на предметима Електрична мерења, Практикум из софтверских алата у електроници, Аналогна електроника, Енергетска електроника 1 и Лабораторијске вежбе из електронике 2 на основним студијама, као и на предмету Енергетска електроника 2 на мастер студијама на модулу за Електронику Електротехничког факултета. На докторским студијама на Електротехничком факултету изводи наставу на предметима Управљање енергетским претварачима и Одабрана поглавља из енергетске електронике.
Први је на Електротехничком факултету у оквиру наставе на предмету Практикум из софтверских алата у електроници у наставу увео слободан софтвер. Поред тога, сви уџбеници су му јавно доступни и бесплатни у електронској форми и под CC лиценцама. Члан је Задужбине за слободни софтвер од 2010. године.
Објавио је бројне радове претежно из области енергетске електронике на националним и међународним конференцијама, као и у високо рангираним инжењерским часописима. Један је од најбоље рангираних, светски признатих научника на Електротехничком факултету Универзитета у Београду.

## Уређивачка активност
Члан је два уређивачка одбора и то Зборника радова Електротехничког института „Никола Тесла“ и ПССОХ (Примена слободног софтвера и отвореног хардвера) конференције на Електротехничком факултету у Београду.

## Награде и признања
За стваралаштво младих добио је Октобарску награду и Теслину награду, а за науку добитник је Теслине награде.